# لويس جنكينز (شاعر)
لويس جنكينز (بالإنجليزية: Louis Jenkins)‏ هو شاعر أمريكي، ولد في 28 أكتوبر 1942 في إنيد بولاية أوكلاهوما في الولايات المتحدة.